# Consuelo Valdés
Consuelo Valdés Chadwick (Santiago, 9 de octubre de 1948) es una arqueóloga y política chilena, anteriormente ejerció ministra de las Culturas de su país desde el 13 de agosto de 2018 hasta el 11 de marzo de 2022 durante el segundo gobierno del presidente Sebastián Piñera.

## Familia y estudios
Es una de los tres hijos del matrimonio compuesto por Aníbal Carlos Valdés Larraín, de profesión agricultor y María Teresa Consuelo Chadwick Larraín, paisajista. Es prima lejana del exministro de Estado —durante los dos gobiernos de Sebastián Piñera— Andrés Chadwick, poseyendo tatarabuelos en común. Por el lado paterno es descendiente directa de los presidentes de la República Francisco Antonio Pinto y Manuel Bulnes.[cita requerida]
Está casada con Tomás Chotzen Marcuse.
Es titulada en arqueología en la Universidad Católica del Norte. Posee un Master of Arts en estudios latinoamericanos con mención en antropología de la Universidad de Alabama y un diplomado de producción audiovisual de la Universidad Stanford.

## Trayectoria profesional
Entre 1980 y 1982 fue directora del Museo Regional de la Araucanía, pasando ese último año a ser la creadora de la Coordinación Nacional de Museos –actual Subdirección Nacional de Museos– en la Dibam, cargo en el que se mantuvo hasta 1988.
Posteriormente fue gerenta de proyectos culturales de la Fundación Andes entre 1988 y 1993. Luego, se integró al Directorio de la Corporación Artequín en Santiago, para posteriormente, en 2007, junto a Carmen Vergara, fue coordinadora de la Casa Museo Eduardo Frei Montalva, un año más tarde se suma como asesora cultural en la Municipalidad de Viña del Mar. En 2002 integró el Consejo Nacional de Televisión de Chile (CNTV) hasta 2010. Luego de su salida del consejo, asumió la dirección ejecutiva del Museo Interactivo Mirador (MIM).
Entre 2011 y 2013 integró el directorio de la Corporación Cultural de la Estación Mapocho. Y hasta septiembre de 2016, fue miembro del directorio de la Fundación Ciencia Joven y Fundación MediaBus.
El 13 de agosto de 2018, el presidente Sebastián Piñera la nombró como ministra de las Culturas, las Artes y el Patrimonio, luego de la renuncia de Mauricio Rojas Mullor.